# 帶狀多環海龍
帶狀多環海龍（学名：Haliichthys taeniophorus）又名帶狀海龍，为輻鰭魚綱棘背魚目海龍魚科的其中一種，分布於澳洲及印尼海域，棲息深度可達16公尺，體長可達30公分，棲息在底層水域，卵胎生。